# Стадион Швајцарија
Стадион Швајцарија је фудбалски стадион на Златибору, општина Чајетина на којем игра ФК Златибор. Капацитет стадиона је 1040 седећих места.

## Опште информације
Стадион се налази на Златибору и направљен је 1946. године. Током 2014. године стадион је реконструисан. На јединој трибини стадиона постављено је 1050 столица које су се некад налазиле на стадиону Партизана.
Поред главног постоје и два помоћна терена.
Стадион не испуњава услове за такмичење у Суперлиги. 